# Marco Barbarigo
Pour les articles homonymes, voir Barbarigo.
Marco Barbarigo (Venise, 1413 – Venise, 14 août 1486) est le 73e doge de Venise élu en 1485.

## Biographie
Marco Barbarigo est le fils de Francesco et Cassandra Morosini. Il existe peu d'informations sur sa vie. Parmi celles-ci, le fait qu'il a trois frères, dont un, Agostin Barbarigo, lui succède au poste de doge. Il épouse Lucia Ruzzini avec qui il a neuf enfants. Issu d'une famille riche, il réussit à réaliser une importante carrière dans l'administration publique vénitienne.
Ses capacités et sa diligence pour traiter des affaires importantes l'amènent, le 19 novembre 1485, à être élu doge.
Pendant son dogat, le sixième plus bref de l'histoire de Venise, la peste, qui a touché la ville sous le règne de son prédécesseur Giovanni Mocenigo qui en est mort, cesse. Il se produit peu de choses pendant les mois où Marco Barbarigo reste à la tête de l'état et il meurt le 14 août 1486 en raison, selon la légende, d'un excès de tristesse après une dispute, devant le sénat, avec son frère Agostino. Selon d'autres sources, la cause serait due à une dispute entre nobles appartenant aux factions guelfes et gibelines mais en considérant les dates et la fin des querelles qui avaient ensanglanté le Moyen Âge italien, cette hypothèse est peu probable.
Marco Barbarigo est enterré, comme son frère Agostin Barbarigo, dans l'église Santa Maria della Carità. Le tombeau, réalisé par Mauro Codussi, a été presque entièrement détruit par les troupes de Napoléon.

## Culture populaire
Marco Barbarigo apparaît dans le jeu vidéo Assassin's Creed II, où il est l'une des cibles de l'assassin Ezio Auditore à Venise. Il sera exécuté à l'aide du pistolet caché, lors d'une fête du carnaval.

## Sources
- (it) Cet article est partiellement ou en totalité issu de l’article de Wikipédia en italien intitulé « Marco Barbarigo » (voir la liste des auteurs).